# حاجی‌عوض قره‌گوز چرا کشته شد؟
حاجی‌عوض قره‌گوز چرا کشته شد؟ یا کشتن سایه‌ها (ترکی استانبولی: Hacivat Karagöz Neden Öldürüldü?) یک فیلم کمدی تاریخی محصول سال ۲۰۰۶ ترکیه است که به کارگردانی ازل آکای دربارهٔ داستان پیدایش قره‌گوز و حاجی‌عوض، دو شخصیت اصلی نمایش سایه سنتی ترکی، می‌باشد.

## بازیگران
- هالوک بیلگینر - قره گوز
- بایزید اوزتورک - حاجی عوض
- شبنم دونمز - عایشه خاتون
- گوون کیراچ - قاضی پروانه
- لونت کازاک - دیمیتری
- آیشن گرودا - کام آنا
- ایزل آکای - سلیمان دوم اشرفی
- محیتین کورکماز - علاءالدین ارتنا
- احمد ساریجان - تیمورتاش
- مته هوروزاوغلو - گورولی
- حسن علی مته - کوشتری
- سردار گوخان - کوسه میهال
- راغب ساواش - اورخان غازی
- تانسو بیچر - میساک